# Železniční trať Šakvice – Hustopeče u Brna
Železniční trať Šakvice – Hustopeče u Brna (v jízdním řádu pro cestující značená jako součást tratě 251) je koncová, jednokolejná, od roku 2020 elektrizovaná železniční trať v Jihomoravském kraji vedoucí ze stanice Šakvice do stanice Hustopeče u Brna, kde je ukončena. Jedná se o dráhu regionální. Jsou na ní jen dvě stanice (na začátku a na konci).
V jízdním řádu pro cestující je trať součástí tratě 251, která je vedena z Tišnova přes Brno a zahrnuje i odbočku z Hrušovan do Židlochovic – trať 251 tedy v podstatě kopíruje linku S3 IDS JMK, nezahrnuje jen tarifní úsek z Tišnova do Níhova. Dříve byla trať Šakvice–Hustopeče označena číslem 25e a do roku 2019 nesla číslo 254.

## Historie trati
Železniční trať vybudovala a 18. července 1894 na ni zahájila provoz společnost Hustopečská místní dráha (ALB). Na počátku dubna roku 1900 převzala dopravu na trati Severní dráha císaře Ferdinanda (KFNB) a k 1. lednu 1907 Rakouské státní dráhy (KkStB). Po vzniku Československa se provozovatelem dopravy staly Československé státní dráhy (ČSD). Po celou dobu trať stále vlastnila společnost ALB. 
Až roku 1945 došlo ke zestátnění tratě a majitelem tratě i provozovatelem dopravy na ní se staly ČSD. K 1. lednu 1993 se provozovatelem dopravy staly České dráhy, s. o. (ČD).
V roce 2020 byla trať modernizována a elektrizována, se zvýšením nejvyšší traťové rychlosti na 90 km/h. V té souvislosti byly zavedeny přímé osobní vlaky Brno – Hustopeče u Brna v hodinovém taktu s vloženými spoji ve špičce všedních dnů (JŘ 2020/2021), jako náhrada za zrušené přímé autobusové spoje. Osobní vlaky jsou navázány také na rychlíky Brno – Břeclav – Staré Město – Olomouc.

## Navazující tratě

### Šakvice
- Železniční trať Břeclav–Brno

## Stanice a zastávky

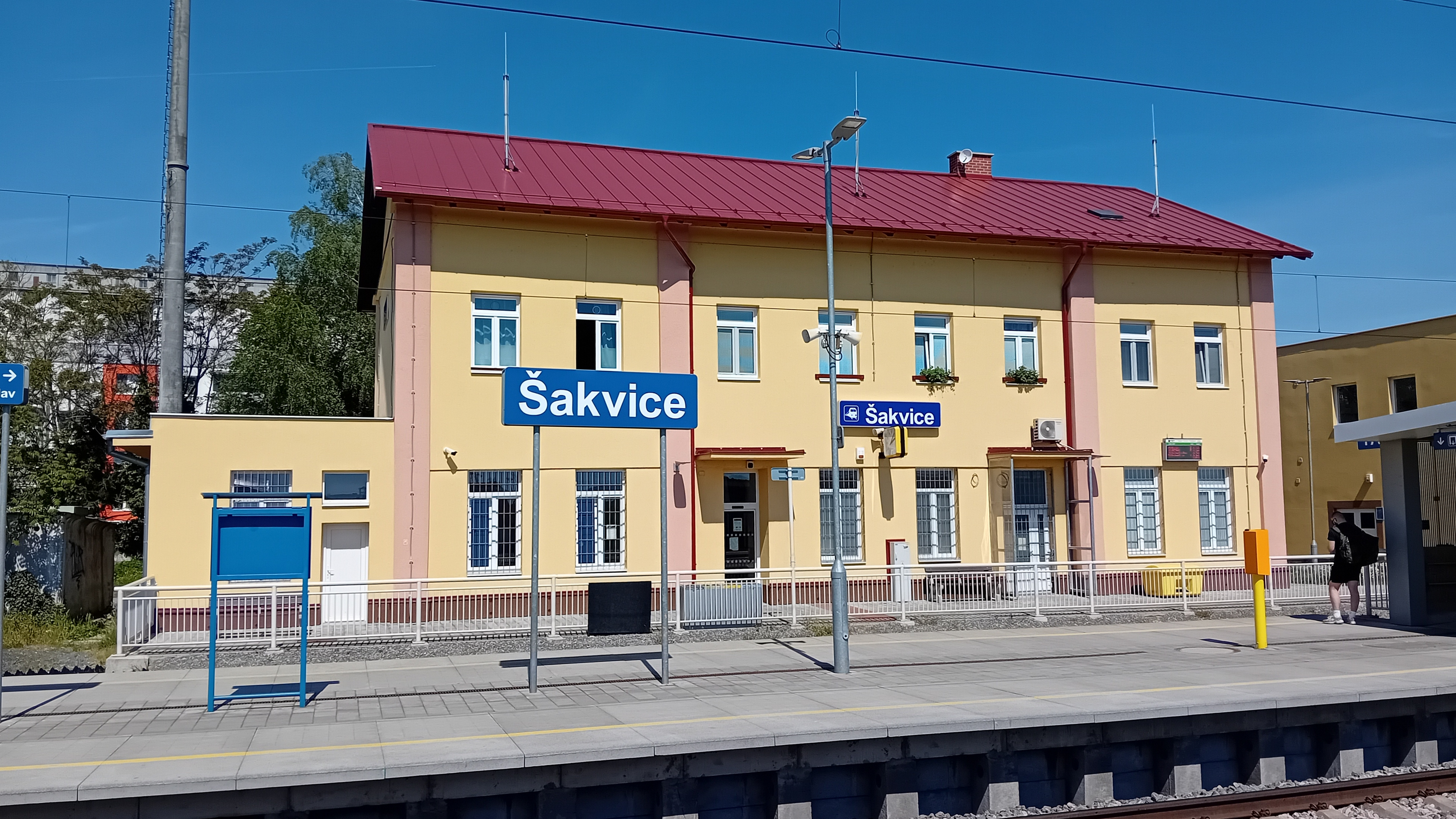
Šakvice
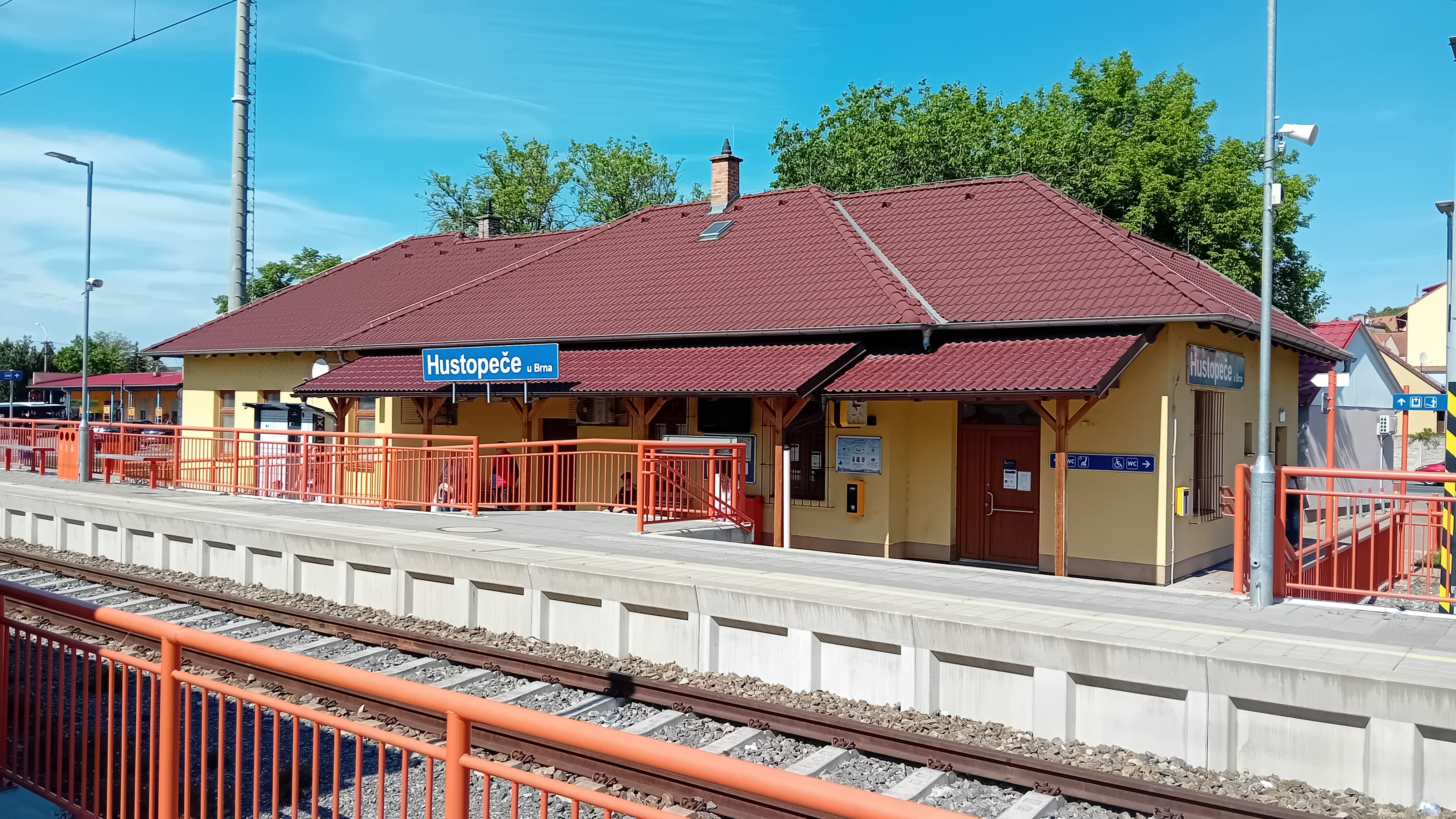
Hustopeče u Brna